# Darren Sweetnam

a Compétitions nationales et continentales officielles uniquement.

b Matchs officiels uniquement.
Dernière mise à jour le 23 mai 2022.
Darren Sweetnam est un joueur irlandais de hurling et de rugby à XV. Natif du comté de Cork, il joue au hurling avec l'équipe du comté jusqu'en 2012, année où il rejoint le Munster Rugby.

## Carrière de hurling
Darren Sweetnam commence en 2010 un parcours senior en hurling avec son équipe de Dohenys GAA, basé dans sa ville natale de Dunmanway qui se situe dans le comté de Cork. En 2012, il intègre la sélection du comté, disputant les championnats inter-comtés,,. L'année suivante, il rejoint le centre de formation du Munster Rugby.

## Carrière de rugby

### Munster
Il s'engage pour une durée de trois saisons dans le centre de formation du Munster. Il joue la saison 2013 avec l'équipe d'Irlande des moins de 20 ans, disputant le championnat du monde junior et le tournoi des Six Nations. En 2013, il dispute la British and Irish Cup avec le Munster A et en janvier 2015, il signe son premier contrat professionnel pour une durée de deux saisons.
Il dispute son premier match professionnel le 14 février 2015 contre les Cardiff Blues, profitant des sélections internationales pour le Tournoi des Six Nations de Felix Jones et Simon Zebo. La saison suivante, Darren Sweetnam est plus régulièrement appelé avec la sélection professionnelle et il prend part à 9 rencontres de Pro12 pour un essai inscrit. Il fait ses débuts européens en octobre 2016 à l'occasion d'un match contre les Glasgow Warriors. Le 7 novembre 2016, Darren Sweetnam est retenu par Joe Schmidt, sélectionneur nationale, dans le groupe élargie du XV du Trèfle. Il ne disputera aucun match cette saison. Il s'impose dans l'effectif du Munster et parvient à inscrire un essai en quart de finale de la coupe d'Europe face à Toulouse (41-16). À l'issue de la saison, il est élu meilleur espoir de la province.
La saison suivante, il est de nouveau retenu dans la sélection irlandaise pour les tests du mois de novembre. Le 11 novembre 2018, il fait ses débuts internationaux en tant que remplaçant lors d'une rencontre face à l'Afrique du Sud (victoire 38-3). La semaine suivante, il est titulaire pour affronter les Fidji, match où il inscrit son premier essai international (23-20).

### La Rochelle
En mars 2021, il rejoint le Stade rochelais en tant que joker médical pour pallier l'absence de Jérémy Sinzelle pour une durée de trois mois. Il joue son premier match avec son nouveau club le 17 avril 2021 contre Lyon.

### Oyonnax
Darren Sweetnam n'est pas retenu par le Stade rochelais à la fin de la saison et rejoint Oyonnax pour la saison 2021-2022.
La saison suivante, en 2022-2023, il est régulièrement titulaire à l'arrière et à l'aile. Il joue 15 matchs dont 13 en tant que titulaire, inscrivant deux essais. Cette saison, Oyonnax termine à la première place de la phase régulière de Pro D2 et se qualifie jusqu'en finale où il affronte Grenoble. Pour ce match, il est titulaire à l'arrière et joue toute la rencontre. Oyonnax s'impose 14 à 3, devient champion de Pro D2 et remonte en Top 14.

## Palmarès
- Oyonnax rugby
  - Vainqueur du Championnat de France de Pro D2 en 2023